# Hamburg Sea Devils (ELF)
Los Hamburg Sea Devils (en inglés: Demonios Marinos de Hamburgo) son un equipo de fútbol americano de Hamburgo, Alemania, que juega en la European League of Football (ELF).

## Historia
La franquicia de Hamburgo se anunció en noviembre de 2020, como parte de la temporada inaugural de la European League of Football. En marzo de 2021, la ELF anunció que había llegado a un acuerdo con la NFL para poder usar los nombres de los equipos de la época de la antigua NFL Europa. El mismo día, se anunció que Hamburgo, que todavía no había anunciado el nombre, utilizaría el nombre de la desaparecida franquicia de la NFL Europa Hamburg Sea Devils. Los Sea Devils también presentaron a su nuevo entrenador en jefe, el exentrenador de equipos especiales de varios equipos de la NFL, Ted Daisher. Sin embargo, terminó siendo liberado solo 3 semanas después de la temporada inaugural, debido a «diferentes puntos de vista y expectativas con respecto a la filosofía y el liderazgo de nuestro equipo». Fue reemplazado de forma interina por el coordinador ofensivo local Andreas Nommensen.

## Estadio
Los Sea Devils juegan sus partidos de local en el Estadio Hoheluft, propiedad del SC Victoria Hamburgo, con capacidad para 11.000 espectadores.